# Premio TV - Premio regia televisiva 1992
La trentaduesima edizione del Premio Regia Televisiva, condotta da Daniele Piombi, si svolse nel maggio 1992 a Milazzo e fu trasmessa nei giorni successivi su Rai Uno.

## Premiati

### Miglior programma
- Giornalistico: Samarcanda (Rai Tre)
- TV dei ragazzi: Big! (Rai Uno)
- Giochi e quiz: Scommettiamo che...? (Rai Uno)
- Culturale: Babele (Rai Tre)
- Sportivo: Pressing (Italia 1)
- Film tv e Miniserie: Un cane sciolto 3 (Rai Uno)
- Seriale e sitcom: Casa Vianello (Canale 5)
- Varietà: Avanzi (Rai Tre)
- Innovativo: Il portalettere (Rai Tre)
- Di servizio: Mi manda Lubrano (Rai Tre)
- Talk show: Maurizio Costanzo Show (Canale 5)
- Musicale: Notte Rock (Rai Uno)

### Programma dell'anno
- Avanzi (Rai Tre)

### Personaggio maschile dell'anno
- Piero Chiambretti

### Personaggio femminile dell'anno
- Serena Dandini

### Personaggio rivelazione dell'anno
- Il cast comico di Avanzi

## Premi speciali
- Gli specchi di Trieste (Rai Uno)
- Scherzi a parte (Italia 1)
- Conto alla rovescia (Italia 1)
- La più bella sei tu (Telemontecarlo)
- Superspecial (Rai Due)

## Targhe d'oro "Gancia"
- Domenico Modugno (alla carriera)
- Giorgio Albertazzi
- Enzo Biagi
- Olivia Newton-John
- Katia Ricciarelli

## Premi TV locali
- Qui studio a voi stadio (Telelombardia)
- Vernice fresca (Teleregione)
- Mare moda e miti (Sardegna 1)
- Telenorba nel complesso e per la qualità delle sue produzioni